# Verticordia fragrans
Verticordia fragrans är en myrtenväxtart som beskrevs av Alexander Segger George. Verticordia fragrans ingår i släktet Verticordia och familjen myrtenväxter. Inga underarter finns listade i Catalogue of Life.